# Weidefrevel
Weidefrevel ist die juristische Bezeichnung des unbefugten Weidens von Vieh oder Geflügel auf fremden Grundstücken, die dadurch Schaden am Bewuchs dieses Geländes bezw. Flur- oder Ernteschäden verursachen. Der Begriff findet sich schon in den Gesetztafeln des Hammurabi.
In der Bundesrepublik Deutschland kann der Tierhalter unter landesrechtlichen Bestimmungen strafrechtlich belangt werden und ist zum Schadensersatz verpflichtet.